# Tele M1
Pour les articles homonymes, voir M1.
Tele M1 est une station de télévision régionale suisse qui émet dans l’espace Mittelland. La station est une entreprise du groupe média AZ Medien Gruppe, qui produit aussi l’Aargauer Zeitung et dont le responsable des médias numériques est Florenz Schaffner.

## Histoire
- 1972 Le groupe planification de la région Baden-Wettingen étudie le réseau câblé
- 1987 Premières images visibles ; première transmission en direct (défilé Badenfahrt le 16 août)
- 1990 Nouveau logo (un « R ») et nouveau nom (Rüsler-Television)
- 1992 Première année comme station de télévision professionnelle
- 1994 Réception d’une concession pour 10 ans
- 1994 Nouveau nom : Tele M1
- 1995 Début de Tele M1 (6 janvier : régions de l’Est ; 3 février : régions de l'Ouest)
- 2005 La série d’émissions Alltag gagne le prix TVStar
- 2007 Renouveau du logo et de l’apparence visuelle

## Émissions
- Aktuell, Nouvelles de la région
  - Présentation : Sara Bachmann, Maureen Bailo, Christine Zehnder, Ellen Brandsma, Viviane Koller
- FUTURA.TV, émission sur l’éducation et la carrière
- Gesundheit, émission sur la santé
- Globe TV, émission sur les voyages
- Kochen, émission de cuisine avec Annemarie Wildeisen
- Lifestyle, l’émission des trends
- MediaShop, une émission publicitaire Téléshopping
- Murmi, l’émission d’enfants de Thomy Widmer
- Publireportage, une émission publicitaire
- Sara macht’s, une émission de conversation et aventures avec Sara Bachmann
- Sport, l’émission sport
- Swissdate, une émission de rencontres
- Tierisch, une émission d‘animaux
- Wetter, prévision météorologique régionale
- Wohnen, l’émission habiter

## Diffusion
Dès janvier 2013, la chaîne est diffusée partout en Suisse via Swisscom TV.

## Liens
- Site officiel